# Majestic (lớp tàu sân bay)
Lớp tàu sân bay Majestic bao gồm sáu tàu sân bay hạng nhẹ được chế tạo cho Hải quân Hoàng gia Anh vào giai đoạn cuối của Chiến tranh Thế giới thứ hai. Do chiến tranh kết thúc, việc chế tạo chúng được tạm ngừng, không có chiếc nào phục vụ cho Hải quân Anh, và chúng chỉ được hoàn tất để bán và phục vụ cùng Australia, Canada và Ấn Độ.

## Thiết kế
Lớp tàu sân bay Majestic được xem như một phiên bản cải biến của lớp Colossus, bao gồm nhiều cải tiến trong thiết kế sàn đáp và tiện nghi sinh hoạt. Các tàu sân bay thuộc lớp Colossus và Majestic hầu như tương tự về thiết kế thân tàu và cả hai đều được xem là lớp phụ của chương trình "Thiết kế 1942" về tàu sân bay hạng nhẹ. Những tàu sân bay này được dự tính như những tàu chiến "dùng-và-bỏ", chỉ hoạt động trong Thế Chiến II và sẽ được tháo dỡ sau khi chiến tranh kết thúc hoặc sau ba năm phục vụ.
Sáu tàu sân bay thuộc lớp này đã được đặt hàng: HMS Hercules (R49), HMS Leviathan (R97), HMCS Magnificent (CVL 21), HMS Majestic (R77), HMS Powerful (R95) và HMS Terrible (R93). Chúng thay thế cho sáu chiếc cuối cùng trong lớp Colossus bị hủy bỏ.

## Chế tạo và sở hữu
Sáu chiếc tàu sân bay được chế tạo bởi bốn xưởng đóng tàu: Harland and Wolff, HM Dockyard Devonport, Swan Hunter và Vickers-Armstrongs. Việc chế tạo được bắt đầu vào những năm 1942 - 1943, và chúng được hạ thủy trong những năm 1944 và 1945. Nhưng sau khi Chiến tranh Thế giới thứ hai kết thúc, Bộ Hải quân Anh ra lệnh tạm ngưng nhiều kế hoạch đóng tàu, bao gồm việc trang bị cho sáu chiếc trong lớp Majestic.
Majestic và Terrible được Hải quân Hoàng gia Australia mua lại vào tháng 6 năm 1947 với giá chung là 2,75 triệu Bảng Australia, bao gồm dự trữ, nhiên liệu và đạn dược. Vì Terrible trong tình trạng gần hoàn tất hơn trong số hai chiếc, việc chế tạo được hoàn thành mà không có cải biến nào, và nó được đưa ra hoạt động cùng Hải quân Australia vào ngày 16 tháng 12 năm 1948 dưới tên gọi HMAS Sydney (R17). Công việc trên chiếc Majestic tiến triển chậm chạp, khi nó được nâng cấp các kỹ thuật và thiết bị mới nhất, bao gồm một sàn đáp chéo góc, máy phóng hơi nước và hệ thống gương hỗ trợ hạ cánh. Majestic được hoàn tất và đưa vào sử dụng cùng Hải quân Australia dưới tên gọi HMAS Melbourne (R21) vào ngày 28 tháng 10 năm 1955.
Sau chiến tranh, Hải quân Hoàng gia Canada sở hữu chiếc HMCS Magnificent (CVL 21) (là chiếc duy nhất giữ lại tên ban đầu), và đưa nó ra hoạt động vào ngày 7 tháng 4 năm 1948. Đến năm 1952, họ lại mua chiếc Powerful, vốn được nâng cấp tương tự như Majestic/Melbourne. Powerful được đổi tên thành HMCS Bonaventure (CVL 22), và đưa vào hoạt động ngày 17 tháng 1 năm 1957 thay thế cho chiếc tàu chị em với nó.
Hercules cũng được nâng cấp tương tự như Majestic/Melbourne và được bán cho Hải quân Ấn Độ vào năm 1957, được đổi tên thành INS Vikrant và đưa ra hoạt động vào năm 1961.
Leviathan là chiếc duy nhất trong lớp không được hoàn tất. Vào năm 1968, các nồi hơi của nó được tháo dỡ để sử dụng vào việc sửa chữa những nồi hơi bị phá hủy trong một đám cháy trên tàu ARA Veinticinco de Mayo, một tàu sân bay thuộc lớp Colossus sở hữu bởi Hải quân Argentine. Nó bị tháo dỡ vào cuối năm đó.

## Lịch sử hoạt động
HMS Hercules (R49) được hạ thủy vào năm 1945, nhưng bị bỏ mặc trong 10 năm cho đến khi được Ấn Độ mua lại. Nó được đưa vào phục vụ cùng Hải quân Ấn Độ vào năm 1961 dưới tên gọi INS Vikrant. Được cho ngừng hoạt động vào năm 1997 và chuyển thành một tàu bảo tàng, Vikrant là chiếc tàu sân bay thời Đệ Nhị thế chiến do Anh Quốc chế tạo duy nhất được bảo tồn sau khi ngừng hoạt động.
HMS Leviathan (R97) được hạ thủy vào năm 1945, nhưng không bao giờ được hoàn tất hay hoạt động. Những nồi hơi của nó được tháo dỡ để sửa chữa chiếc ARA Veinticinco de Mayo vào năm 1968, và nó bị tháo dỡ vào cuối năm đó.
HMCS Magnificent (CVL 21) được hạ thủy vào tháng 11 năm 1944 và đưa vào hoạt động cùng Hải quân Hoàng gia Canada vào năm 1948. Nó được trả cho Hải quân Hoàng gia Anh vào ngày 14 tháng 6 năm 1957, rồi được giữ lại lực lượng dự bị cho đến năm 1965, khi nó được bán để tháo dỡ tại Faslane, Scotland.
HMS Majestic (R77) được hạ thủy vào năm 1945, và được bán cho Australia vào năm 1947. Majestic được nâng cấp đáng kể, và là chiếc tàu sân bay thứ ba trên thế giới được chế tạo với một sàn đáp chéo góc và máy phóng hơi nước. Con tàu được đặt lại tên là HMAS Melbourne (R21) và được đưa ra hoạt động vào năm 1955. Trong suốt cuộc đời phục vụ, Melbourne chỉ có những hoạt động thứ yếu không chiến đấu trong các cuộc xung đột trong khu vực, nhưng lại vướng vào hai tai nạn lớn trong thời bình, khi va chạm và làm chìm chiếc HMAS Voyager vào năm 1964 và USS Frank E. Evans vào năm 1969. Nó được cho ngừng hoạt động vào năm 1982, và được bán sang Trung Quốc để tháo dỡ vào năm 1985. Thay vì tháo dỡ ngay Melbourne, Hải quân Quân giải phóng Nhân dân Trung Quốc đã giữ lại nghiên cứu con tàu và sử dụng nó vào việc huấn luyện phi công.
HMS Powerful (R95) được hạ thủy vào năm 1945, và được Canada mua lại vào năm 1952 để được nâng cấp lên tiêu chuẩn tương đương như với chiếc Majestic. Nó được đổi tên thành HMCS Bonaventure (CVL 22) và đưa vào phục vụ cùng Hải quân Hoàng gia Canada vào tháng 1 năm 1957 để thay thế cho chiếc tàu chị em Magnificent vốn được hoán đổi với tàu sân bay HMCS Warrior thuộc lớp Colossus vào năm 1948. Nó được cho ngừng hoạt động vào năm 1970, và đến năm 1971 được bán sang Đài Loan để tháo dỡ.
HMS Terrible (R93) được hạ thủy vào năm 1944, và được chuyển cho Hải quân Hoàng gia Australia dưới tên gọi HMAS Sydney (R17) vào năm 1948. Nó được cho ngừng hoạt động vào năm 1958, rồi cho tái hoạt động như một tàu chở quân nhanh vào năm 1962. Sydney từng tham gia cả trong Chiến tranh Triều Tiên lẫn Chiến tranh Việt Nam. Nó ngừng hoạt động lần cuối cùng vào năm 1973, và đến năm 1975 được bán sang Hàn Quốc để tháo dỡ.

## Những chiếc trong lớp
| Tàu         | Đặt lườn             | Hạ thủy              | Hoạt động            | Số phận |
| Hercules    | 12 tháng 11 năm 1943 | 22 tháng 9 năm 1945  | 4 tháng 3 năm 1961   | Bán cho Ấn Độ và hoạt động dưới tên gọi INS Vikrant (R11); ngừng hoạt động 31 tháng 1 năm 1997; hiện là một tàu bảo tàng                |
| Leviathan   | 18 tháng 10 năm 1943 | 7 tháng 6 năm 1945   |                      | Chưa hoàn tất, tháo dỡ tháng 5 năm 1968                                                                                                 |
| Magnificent | 29 tháng 7 năm 1943  | 16 tháng 11 năm 1944 | 21 tháng 3 năm 1948  | Hoạt động cho Canada; ngừng hoạt động năm 1956; tháo dỡ năm 1965                                                                        |
| Majestic    | 15 tháng 4 năm 1943  | 28 tháng 2 năm 1945  | 28 tháng 10 năm 1955 | Hoạt động cho Australia dưới tên gọi HMAS Melbourne (R21); ngừng hoạt động 30 tháng 5 năm 1982; bạn sang Trung Quốc để tháo dỡ năm 1985 |
| Powerful    | 27 tháng 11 năm 1943 | 27 tháng 2 năm 1945  | 17 tháng 1 năm 1957  | Hoạt động cho Canada dưới tên gọi HMCS Bonaventure (CVL 22); ngừng hoạt động 3 tháng 7 năm 1970; tháo dỡ năm 1971                       |
| Terrible    | 19 tháng 4 năm 1943  | 30 tháng 9 năm 1944  | 16 tháng 12 năm 1948 | Hoạt động cho Australia dưới tên gọi HMAS Sydney (R17); ngừng hoạt động 12 tháng 11 năm 1973; tháo dỡ năm 1975                          |